# Canton Basilea Città

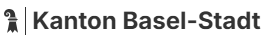
Logo

Il Canton Basilea Città (in tedesco e svizzero tedesco: Basel-Stadt) è uno dei 26 cantoni della Svizzera. Il suo territorio è costituito dai comuni di Basilea, Bettingen e Riehen. Viene a volte chiamato semplicemente Basilea Città.

## Geografia fisica
Il Canton Basilea Città si trova nel nord della Svizzera. Confina con la Germania (circondario di Lörrach nel Baden-Württemberg) e la Francia (dipartimento dell'Alto Reno in Alsazia) a nord, e con il Canton Basilea Campagna (distretto di Arlesheim) a sud. Il territorio del cantone è attraversato dal fiume Reno.
Con i suoi 37 km², è il cantone più piccolo di tutta la Svizzera.

## Storia
Il Canton Basilea si unì alla Confederazione Svizzera nel 1501.
Il Canton Basilea Città venne creato quando il Canton Basilea venne diviso nel 1833 in seguito alla battaglia di Hülftenschanz. Il risultato di questa divisione furono due mezzi cantoni: Basilea Città e Basilea Campagna. La divisione in sé venne causata dal Canton Basilea Campagna, e ironicamente, la vecchia costituzione di Basilea Città non riconosceva l'altra metà del cantone, con un articolo che parlava della riunificazione, abolito nella revisione della costituzione del 2005.
Dal conflitto in poi, c'è stato un movimento per la riunificazione dei due semicantoni. Questo movimento prese slancio dopo il 1900, quando molte zone di Basilea Campagna divennero industrializzate. I due semicantoni si accordarono in linea di principio per la riunificazione, ma nel 1969 e, di nuovo, nel settembre 2014, la popolazione di Basilea Campagna votò contro questa proposta, a favore del mantenimento della propria indipendenza.

## Politica
Basilea Città è un semicantone. Ciò significa che invia solo un rappresentante al Consiglio degli Stati. La capitale del Canton Basilea Città è la città di Basilea. L'attuale costituzione del cantone risale al 1889.
Il parlamento del cantone viene chiamato Grosser Rat ed ha 130 membri, che sono eletti con un mandato di quattro anni. Ci sono attualmente (2024) dieci diversi partiti politici rappresentati in parlamento. Con 38 mandati, i membri del parlamento senza affiliazione politica costituiscono un nutrito gruppo.
L'organo che detiene il potere esecutivo del cantone (il Regierungsrat) è composto da sette membri. Attualmente (2003) ci sono cinque partiti politici rappresentati nell'esecutivo.
Amministrativamente è diviso in 3 comuni:
- Basilea (Basel)
- Bettingen
- Riehen

## Economia
Con un PIL pro capite di 185 826 franchi svizzeri nel 2017 (pari a circa 189 542 dollari), il Canton Basilea Città è, in termini pro capite, il cantone più ricco della Svizzera, risultando in una ricchezza pro capite maggiore del Principato di Monaco (primo Stato Sovrano al mondo secondo tale parametro). L'industria chimica e farmaceutica sono di grande importanza per il cantone. Ci sono diverse multinazionali nella città di Basilea, che attirano lavoratori da entrambi i cantoni di Basilea e dalle aree oltre confine in Francia e Germania e dal mondo intero. Banca e finanza sono importanti, così come il settore dei servizi in generale. Piccole e medie imprese danno impiego a un numero significativo di persone, sia in città che nelle due municipalità.

### Turismo
La città viene comunemente descritta come la capitale culturale della Svizzera. Nel cantone si trovano più di 40 musei, facendo della città e della sua regione uno dei centri culturali più grandi, in relazione alla popolazione, d'Europa.

## Cultura
Il carnevale della città di Basilea (Baasler Fasnacht), è uno dei principali eventi culturali dell'anno. Il carnevale è uno dei più grandi della Svizzera e attrae una grossa folla ogni anno, nonostante il fatto che inizi fin dalle quattro del mattino (Morgenstreich).
Il cantone di Basilea è rinomato per due tipi dei suoi biscotti. Il Basler Läckerli è fatto di miele e farina e viene gustato come specialità per tutto l'anno. Il Basler Brunsli è fatto di mandorle e viene gustato principalmente a Natale in tutta la Svizzera.

## Società

### Evoluzione demografica
La popolazione del cantone è principalmente di lingua tedesca e religione protestante. La lingua ufficiale è il tedesco.
| %     | Ripartizione linguistica (gruppi principali) |
| ----- | -------------------------------------------- |
| 79,3% | madrelingua tedesca                          |
| 2,5%  | madrelingua francese                         |
| 5%    | madrelingua italiana                         |

| Anno | Popolazione totale | Tedesco %        | Francese %   | Italiano %    |
| ---- | ------------------ | ---------------- | ------------ | ------------- |
| 1900 | 112.227            | 106.769 (95,1%)  | 2.620 (2,3%) | 2.333 (2,1%)  |
| 1950 | 196.498            | 180.7862 (92,0%) | 8.444 (4,3%) | 5.218 (2,7%)  |
| 1990 | 199.411            | 156.638 (78,6%)  | 5.426 (2,7%) | 12.842 (6,4%) |
| 2000 |                    | (79,3%)          | (2,5%)       | (5,0%)        |
| 2013 |                    |                  |              | 10.827 (5,7%) |

## Comuni
- Basilea
- Bettingen
- Riehen

### Fusioni
- 1908: Basilea, Kleinhüningen → Basilea

## Infrastrutture e trasporti
Basilea è servita da un aeroporto, l'Aeroporto di Basilea-Mulhouse-Friburgo, situato però non sul territorio del cantone, ma su quello alsaziano. Il cantone è ben connesso sia dai treni che tramite autostrade, al resto della Svizzera e a Francia e Germania.
Basilea è un importante snodo ferroviario che si collega a Parigi, Bruxelles e Berlino con treni rapidi diretti. Ogni paese del Dreiländereck ha la sua propria stazione, cioè Basilea FFS (Svizzera) e Basilea SNCF (Francia) che si trovano l'una accanto all'altra, mentre la stazione della Germania (Basel Bad. Bahnhof) si trova all'altro capo della città. Ma la gran parte dei treni provenienti dall'Italia arriva a Basilea FFS.
Basilea ha un porto per le navi sul fiume Reno. Questo porto è di grande importanza per la Svizzera (che non ha sbocco al mare), in quanto offre l'unico collegamento al mare della nazione. Il porto beneficia di buoni collegamenti sia via treno che via strada.
La città di Basilea è dotata di un efficiente sistema di trasporti pubblici che collega la città con i sobborghi e dintorni. Gli autobus e i tram di Basilea sono verdi e circolano ogni 7 minuti rispettivamente ogni 15 minuti dalle 20 fino a mezzanotte.
Le principali linee di tram circolano in centro, mentre la linea 10 collega Arlesheim con Rodersdorf e il tram 11 vi porta da Aesch a Saint Louis (in Francia). Normalmente i biglietti si fanno al distributore automatico che si trova ad ogni fermata, ma chi pernotta a Basilea riceve gratuitamente il Mobility Ticket, un abbonamento che dà libero accesso ai mezzi pubblici.
Inoltre ci sono diverse linee della rete celere, treni che collegano la città con i dintorni oltrepassando i confini. I treni circolano ogni mezz'ora e portano i viaggiatori da Brugg/Laufenburg a Basel SBB proseguendo per Mulhouse (Francia) (S-Bahn 1), da Olten a Basel SBB proseguendo per Porrentruy (S3), da Basel SBB a Offenburg (Germania) (S4), da Basel Bad. Bahnhof a Zell i.W. (Germania) (S6) e a Waldshut (Germania) (S7).